# Africa Cup Sevens 2015
La Africa Cup Sevens de 2015 fue la cuarta edición del principal torneo de rugby 7 masculino de África.
Entregó un cupo para los Juegos Olímpicos 2016 y tres cupos para el repechaje.

## Fase de grupos

### Grupo A
| Equipo     | Encuentros | Encuentros | Encuentros | Encuentros | Tantos  | Tantos    | Tantos     | Puntos |
| Equipo     | jugados    | ganados    | empatados  | perdidos   | a favor | en contra | diferencia | Puntos |
| ---------- | ---------- | ---------- | ---------- | ---------- | ------- | --------- | ---------- | ------ |
| Kenia      | 3          | 3          | 0          | 0          | 123     | 5         | +118       | 9      |
| Madagascar | 3          | 1          | 0          | 2          | 60      | 92        | -32        | 5      |
| Senegal    | 3          | 1          | 0          | 2          | 36      | 77        | -41        | 5      |
| Mauricio   | 3          | 1          | 0          | 2          | 51      | 96        | -42        | 5      |

### Grupo B
| Equipo   | Encuentros | Encuentros | Encuentros | Encuentros | Tantos  | Tantos    | Tantos     | Puntos |
| Equipo   | jugados    | ganados    | empatados  | perdidos   | a favor | en contra | diferencia | Puntos |
| -------- | ---------- | ---------- | ---------- | ---------- | ------- | --------- | ---------- | ------ |
| Zimbabue | 3          | 3          | 0          | 0          | 122     | 12        | +110       | 9      |
| Uganda   | 3          | 2          | 0          | 1          | 66      | 60        | +6         | 7      |
| Nigeria  | 3          | 1          | 0          | 2          | 43      | 64        | -21        | 5      |
| Zambia   | 3          | 0          | 0          | 3          | 19      | 114       | -95        | 5      |

### Grupo C
| Equipo    | Encuentros | Encuentros | Encuentros | Encuentros | Tantos  | Tantos    | Tantos     | Puntos |
| Equipo    | jugados    | ganados    | empatados  | perdidos   | a favor | en contra | diferencia | Puntos |
| --------- | ---------- | ---------- | ---------- | ---------- | ------- | --------- | ---------- | ------ |
| Namibia   | 3          | 3          | 0          | 0          | 102     | 31        | +71        | 9      |
| Túnez     | 3          | 2          | 0          | 1          | 55      | 69        | -14        | 7      |
| Marruecos | 3          | 1          | 0          | 2          | 83      | 50        | +33        | 5      |
| Botsuana  | 3          | 0          | 0          | 3          | 12      | 102       | -90        | 5      |

## Fase Final

#### Copa de oro
|  | Cuartos de final | Cuartos de final | Cuartos de final |          |           | Semifinales | Semifinales | Semifinales |       |              | Copa         | Copa         | Copa |  |
|  |                  |                  |                  |          |           |             |             |             |       |              |              |              |      |  |
|  |                  |                  |                  |          |           |             |             |             |       |              |              |              |      |  |
|  | Kenia            | Kenia            | 41               |          |           |             |             |             |       |              |              |              |      |  |
|  | Kenia            | Kenia            | 41               |          |           |             |             |             |       |              |              |              |      |  |
|  | Madagascar       | Madagascar       | 0                |          |           |             |             |             |       |              |              |              |      |  |
|  | Madagascar       | Madagascar       | 0                |          | Kenia     | Kenia       | 42          |             |       |              |              |              |      |  |
|  |                  |                  |                  |          | Kenia     | Kenia       | 42          |             |       |              |              |              |      |  |
|  |                  |                  | Túnez            | Túnez    | 12        |             |             |             |       |              |              |              |      |  |
|  | Túnez            | Túnez            | Túnez            | Túnez    | 12        | 19          |             |             |       |              |              |              |      |  |
|  | Túnez            | Túnez            |                  |          |           |             |             |             |       |              |              |              |      |  |
|  | Uganda           | Uganda           | 14               |          |           |             |             |             |       |              |              |              |      |  |
|  | Uganda           | Uganda           | 14               |          |           |             |             |             |       | Kenia        | Kenia        | 21           |      |  |
|  |                  |                  |                  |          |           |             |             |             |       | Kenia        | Kenia        | 21           |      |  |
|  |                  |                  | Zimbabue         | Zimbabue | 17        |             |             |             |       |              |              |              |      |  |
|  | Marruecos        | Marruecos        | Zimbabue         | Zimbabue | 17        | 22          |             |             |       |              |              |              |      |  |
|  | Marruecos        | Marruecos        |                  |          |           |             |             |             |       |              |              |              |      |  |
|  | Namibia          | Namibia          | 15               |          |           |             |             |             |       |              |              |              |      |  |
|  | Namibia          | Namibia          | 15               |          | Marruecos | Marruecos   | 0           |             |       | Tercer lugar | Tercer lugar | Tercer lugar |      |  |
|  |                  |                  |                  |          | Marruecos | Marruecos   | 0           |             |       | Tercer lugar | Tercer lugar | Tercer lugar |      |  |
|  |                  |                  | Zimbabue         | Zimbabue | 26        |             |             |             |       |              |              |              |      |  |
|  | Zimbabue         | Zimbabue         | Zimbabue         | Zimbabue | 26        | 29          |             |             | Túnez | Túnez        | 12           |              |      |  |
|  | Zimbabue         | Zimbabue         |                  |          |           |             |             |             | Túnez | Túnez        | 12           |              |      |  |
|  | Nigeria          | Nigeria          | 10               |          |           |             |             |             |       |              | Marruecos    | Marruecos    | 19   |  |
|  | Nigeria          | Nigeria          | 10               |          |           |             |             |             |       |              | Marruecos    | Marruecos    | 19   |  |
|  |                  |                  |                  |          |           |             |             |             |       |              |              |              |      |  |

| Bandera de Kenia |
| Campeón Kenia    |
| Segundo título   |